# Stanisław Gerard Trefoń
Stanisław Gerard Trefoń (ur. 6 czerwca 1933 w Świętochłowicach, zm. 9 lipca 2024) – kolekcjoner, właściciel kolekcji prezentowanej w Galerii „Barwy Śląska” w Nakle Śląskim
Właściciel kolekcji twórczości amatorskiej. Prace zbierał ponad 60 lat. W swej kolekcji zebrał ok. 3000 obrazów, linorytów, akwarel autorów intuicyjnych, przede wszystkich z terenu Śląska. Posiadał w swej kolekcji około 250 eksponatów rzeźby w drewnie oraz unikatowy zbiór rzeźby w węglu, który liczy ok. 300 eksponatów. Prace z jego kolekcji były prezentowane w wielu miastach w Polsce oraz za granicą m.in. w Niemczech, Szwajcarii, Francji, Japonii i Czechach.
Autorami prac znajdujących się w kolekcji są m.in.: Nikifor Krynicki, Teofil Ociepka, Paweł i Leopold Wróbel, Ewald Gawlik, Erwin Sówka, Władysław Luciński. Łącznie w kolekcji są dzieła ok. 280 autorów.
Od grudnia 2006 r. do początków roku 2010 część kolekcji była prezentowana w dawnym pałacu hrabiów Henckel von Donnersmarcków w Nakle Śląskim. 
31 stycznia 2013 z rąk prezydent Rudy Śląskiej Grażyny Dziedzic otrzymał przyznany mu przez radę miasta tytuł „Zasłużony dla miasta Ruda Śląska”.
20 kwietnia 2016 Związek Górnośląski uhonorował Stanisława Gerarda Trefonia Nagrodą im. Wojciecha Korfantego.

## Publikacje książkowe
- Stanisław Gerard Trefoń, Marian Grzegorz Gerlich, Grażyna Herich, Przyjaciel malarzy gołębiego serca, Wydawnictwo Naukowe „Śląsk”, 2006, ISBN 978-83-7164-501-3.
- Stanisław Gerard Trefoń, opr. Jadwiga Sebesta, Stanisław Gerard Trefoń. Wspomnienia, Wydawnictwo Naukowe „Śląsk”, 2023, ISBN 978-83-8183-158-1.